# جيمس جاكسون (سياسي أمريكي، مواليد 1757)
جيمس جاكسون (بالإنجليزية: James Jackson)‏ هو محامي وسياسي أمريكي، ولد في 21 سبتمبر 1757 في Moretonhampstead ‏ في المملكة المتحدة، وتوفي في 19 مارس 1806 في واشنطن العاصمة في الولايات المتحدة. نشط حزبياً في Anti-Administration party ‏ والحزب الجمهوري الديمقراطي. وقد انتخب حاكم جورجيا ‏ وانتخب عضو مجلس النواب الأمريكي وانتخب عضو مجلس الشيوخ الأمريكي.